# 鼯鼠硬蜱
鼯鼠硬蜱（学名：Ixodes kuntzi）为硬蜱科硬蜱屬下的一个种。